# Absalón Castellanos Domínguez, Jiquipilas
Absalón Castellanos Domínguez är en ort i Mexiko.   Den ligger i kommunen Jiquipilas och delstaten Chiapas, i den sydöstra delen av landet, 700 km sydost om huvudstaden Mexico City. Absalón Castellanos Domínguez ligger 726 meter över havet och antalet invånare är 287.
Terrängen runt Absalón Castellanos Domínguez är kuperad. Runt Absalón Castellanos Domínguez är det ganska glesbefolkat, med 34 invånare per kvadratkilometer. Närmaste större samhälle är Cintalapa de Figueroa, 19,1 km sydväst om Absalón Castellanos Domínguez. I omgivningarna runt Absalón Castellanos Domínguez växer huvudsakligen savannskog.